# Idrissa Touré
Idrissa Touré (Berlin, 1998. április 29. –) német labdarúgó, a Pisa támadója.

## Pályafutása

### Klubcsapat
A Tennis Borussia Berlin csapatába kezdett ismerkedni a labdarúgás alapjaival. 2014-15-ös szezonban az U17-es csapatban szerepelt és 16 mérkőzésen 3 alkalommal volt eredményes. 2015. január 1-jén csatlakozott az RB Leipzig akadémiájához. Új csapatában is az U17-esek között szerepelt, ahol 12 mérkőzésen 2 gólt szerzett. Pár mérkőzésen az U19-esek közt is lehetőséget kapott, majd a következő szezont már állandó játékosként szerepelt ott. November 29-én debütált a második csapatban a negyedosztályban a Viktoria Berlin ellen 1-1-re végződő bajnoki mérkőzésen.
2016 januárjában a felnőtt keret Törökországban edzőtáborozott, ahova 3 fiatal játékos is a csapattal tartott. Touré mellett Vitaly Janelt és Gino Fechner tartott a klubbal. Februárban meghosszabbították a szerződését 2019-ig. Március 16-án debütált az első csapatban a Bundesliga 2-ben a TSV 1860 München ellen, A mérkőzés 89. percében lépett pályára Massimo Bruno helyére. Az 1. FC Nürnberg és az SV Sandhausen ellen már csak a kispadon kapott lehetőséget.
Miután a Német labdarúgó-szövetség felfüggesztette a német U19-es válogatottban történt incidens miatt, a klubja is felfüggesztette. 2017 januárjában aláírt a Schalke második csapatához, 2018-ig.

### Válogatott
2015. november 12-én debütált a német U18-as labdarúgó-válogatottban a holland U18-as válogatott elleni felkészülési mérkőzésen. Összesen 9 alkalommal lépett pályára és ezeken gólt nem szerzett.
2016. szeptember 2-án az orosz U19-es válogatott ellen debütált a második félidőbe, amikor is Niklas Schmidt cseréjeként küldte pályára Frank Kramer. október 6-án a 2017-es U19-es labdarúgó-Európa-bajnokság selejtező mérkőzésén a gibraltári U19-es válogatott ellen a 86. percben Mats Köhlert helyére érkezett a pályára és a 90+5. percben beállította az 5-0-s végeredményt.
Októberben a német U19-es labdarúgó-válogatott tagjaként Vitaly Janelttel a hotelszobájukban okoztak tüzet, így eltiltotta őket a német szövetség. A szobában hagytak egy eloltatlan vízipipát, ami a tüzet okozta. Szerencsére nem terjedt a hotel többi szobájába, így senki sem sérült meg.

## Statisztika
2017. január 21. szerint.
| Klub               | Szezon             | Bajnokság | Bajnokság | Kupa  | Kupa  | Európa | Európa | Összesen | Összesen |
| Klub               | Szezon             | Mérk.     | Gólok     | Mérk. | Gólok | Mérk.  | Gólok  | Mérk.    | Gólok    |
| ------------------ | ------------------ | --------- | --------- | ----- | ----- | ------ | ------ | -------- | -------- |
| RB Leipzig         | 2015–16            | 1         | 0         | 0     | 0     | —      | —      | 1        | 0        |
| RB Leipzig         | Összesen           | 1         | 0         | 0     | 0     | 0      | 0      | 1        | 0        |
| Karrierje összesen | Karrierje összesen | 1         | 0         | 0     | 0     | 0      | 0      | 1        | 0        |

## Család
Guineai szülők gyermekeként Németországban született és van négy testvére.

## Külső hivatkozások
- Statisztikája a Worldfootball honlapján
- Statisztikája a Footballdatabasel honlapján
- Statisztikája a Weltfussball honlapján
- Statisztikája a Transfermarkt.co.uk-n